# 秦佐和子のしゃわご飯
『秦佐和子のしゃわご飯』（はたさわこのしゃわごはん）は、2016年7月8日よりニコニコ生放送（ボイスガレッジチャンネル）で配信されているインターネットラジオ番組。

## 番組概要
山手線をスゴロクに見立て、声優・秦佐和子がサイコロを振って、出た目の駅周辺でおすすめの料理を楽しく食事していく番組。

## 配信時間
毎月第2金曜 20:00～

## パーソナリティ
- 秦佐和子

## 番組の流れ

### 本編
オープニング
普通のお便り
秦佐和子への質問、リスナーからのおすすめのお店情報を紹介する。
食事パート
秦が実際におすすめのお店に行き、料理を紹介する。このパートで普通のお便りを読むこともある。以下はこれまでの行き先である。
| 2016年             | 2016年             |            |
| 放送回数（放送日） | 行き先             | ゲスト     |
| ------------------ | ------------------ | ---------- |
| 第1回（7月8日）    | 新宿               |            |
| 第2回（8月12日）   | 池袋               |            |
| 第3回（9月9日）    | 田端駅             |            |
| 第4回（10月14日）  | アメヤ横丁、秋葉原 |            |
| 第5回（11月11日）  | 有楽町             |            |
| 第6回（12月9日）   | 大崎駅             | 湯浅かえで |

| 2017年             | 2017年             |                                          |
| 放送回数（放送日） | 行き先             | ゲスト                                   |
| ------------------ | ------------------ | ---------------------------------------- |
| 第7回（1月13日）   | 原宿               |                                          |
| 第8回（2月10日）   | 大塚               |                                          |
| 第9回（3月10日）   | 西日暮里駅         |                                          |
| 第10回（4月14日）  | 御徒町駅           |                                          |
| 第11回（5月12日）  | 神田、東京駅       |                                          |
| 第12回（6月9日）   | 高尾山             | 早瀬莉花（早瀬莉花の〇〇日和とのコラボ） |
| 第13回（7月14日）  | 新橋駅             |                                          |
| 第14回（8月11日）  | 五反田駅           |                                          |
| 第15回（9月8日）   | 目黒               | 尼子絢那                                 |
| 第16回（10月13日） | 恵比寿             |                                          |
| 第17回（11月10日） | 渋谷               |                                          |
| 第18回（12月8日）  | スタジオにて生放送 | 早瀬莉花、尼子絢那                       |

| 2018年             | 2018年             |                    |
| 放送回数（放送日） | 行き先             | ゲスト             |
| ------------------ | ------------------ | ------------------ |
| 第19回（1月12日）  | 原宿               |                    |
| 第20回（2月9日）   | 新宿               |                    |
| 第21回（3月9日）   | 長野(特別編)       |                    |
| 第22回（4月13日）  | 高田馬場           |                    |
| 第23回（5月11日）  | 駒込               |                    |
| 第24回（6月8日）   | 東京駅             | 優木かな           |
| 第25回（7月13日）  | 大手町             |                    |
| 第26回（8月10日）  | 後楽園(水道橋)     | 早瀬莉花           |
| 第27回（9月14日）  | スタジオにて生放送 | 早瀬莉花、尼子絢那 |
| 第28回（10月12日） | 護国寺             |                    |
| 第29回（11月9日）  | 飯田橋(津久戸町)   | 大野柚布子         |
| 第30回（12月14日） | 両国               | 田辺留依           |

| 2019年             | 2019年             | 2019年             |
| 放送回数（放送日） | 行き先             | ゲスト             |
| ------------------ | ------------------ | ------------------ |
| 第31回（1月11日）  | 中央区月島         | 湯浅かえで         |
| 第32回（2月8日）   | 港区麻布十番       |                    |
| 第33回（3月9日）   | 港区白金           | 三澤紗千香         |
| 第34回（4月12日）  | 品川区上大崎       |                    |
| 第35回（5月10日）  | 新宿区四谷         | 工藤晴香           |
| 第36回（6月14日）  | 新宿区舟町         |                    |
| 第37回（7月13日）  | 文京区千駄木       | 櫻川めぐ           |
| 第38回（8月9日）   | 港区赤坂           |                    |
| 第39回（9月15日）  | スタジオにて生放送 | 早瀬莉花、尼子絢那 |
| 第40回（10月11日） | 港区赤坂           | 五十嵐裕美         |
| 第41回（11月8日）  | 仙台（特別編）     |                    |
| 第42回（12月13日） | 千代田区神田       |                    |

| 2020年             | 2020年        | 2020年     |
| 放送回数（放送日） | 行き先        | ゲスト     |
| ------------------ | ------------- | ---------- |
| 第43回（1月10日）  | 市ヶ谷        | 小原莉子   |
| 第44回（2月14日）  | 代々木        |            |
| 第45回（3月13日）  | 中野          |            |
| 第46回（4月10日）  | 吉祥寺        | 古木のぞみ |
| 第47回（5月8日）   | 第1回の再放送 |            |
| 第48回（6月12日）  | スタジオ収録  |            |
| 第49回（7月10日）  | 阿佐ヶ谷      | 吉岡茉祐   |
| 第50回（8月14日）  | 中井          |            |

エンディング
サイコロを振り、次に行く駅を決める。
本編終了後にアップロードされる会員限定のおまけ動画では、食事パートの続きを配信されている。